# 蔡成福
蔡成福（1930年10月4日—2016年7月13日），出生於宜蘭縣南澳鄉武塔村，台湾田径运动员。畢業於台中師範學校。民國四十七年入選為台灣代表，參加第三屆亞運會四百公尺中欄項目，並榮獲金牌，另一位知名選手楊傳廣獲得銅牌。
蔡成福是宜蘭首位榮獲此項殊榮的選手，選手生涯結束後，曾經擔任過宜蘭縣第3屆的縣議員（西元1961年－1964年），之後執教宜蘭縣澳花國小、五結國中、國華國中及南澳中學，於1996年退休，作育英才培育出不少田徑選手。

## 曾獲獎項
- 1954年〜1955年代表台中市參加台灣省運獲得400公尺中欄、800公尺、1600公尺接力賽第一名。
- 1956年〜1964年代表宜蘭縣參加台灣省運獲得400公尺、400公尺中欄、110公尺高欄第一名。
- 1954年馬尼拉亞運會400公尺中欄第六名。
- 1958年東京亞運會400公尺中欄金牌（手動成績52.4秒破亞運紀錄），1600公尺接力銀牌。

## 外部連結
- 宜縣首面亞運金牌 蔡成福盼政府栽培選手
- 宜蘭第一網路票選活動[永久]
- 喜出望外的亞運金牌－中欄黑馬蔡成福[永久]